# Thorunna arbuta
Thorunna arbuta is een slakkensoort uit de familie van de Chromodorididae. De wetenschappelijke naam van de soort is voor het eerst geldig gepubliceerd in 1961 door Burn.